# Johann Friedrich Gauhe
Johann Friedrich Gauhe (* 15. März 1681 in Waltersdorf; † 29. Dezember 1755 in Helbigsdorf) war ein deutscher Genealoge und Historiker.

## Leben
Da sein Vater Johann Gauhe früh verstarb, erhielt Johann Friedrich seine erste Bildung bei Verwandten in Luckau. 1689 besuchte er das Gymnasium in Cölln und  studierte ab 1700 an der Universität Wittenberg, wo Johannes Deutschmann und Gottlieb Wernsdorf der Ältere seine Lehrer waren. Nach dem Ende seiner Studienzeit war er einige Jahre als Hofmeister tätig, übernahm 1715 das Pfarramt in Oberneuschönberg und wurde 1724 nach Helbigsdorf versetzt.
Sein Hauptwerk Des Heiligen Römischen Reichs Genealogisch-Historisches Adels-Lexikon … war ein viel beachtetes Werk auf dem Gebiet der Genealogie und fand breite Verwendung bis ins 19. Jahrhundert. Ebenso war er Mitautor an den Unschuldigen Nachrichten und lieferte das Manuskript einer ungarisch-siebenbürgischen Kirchen- und Reformationsgeschichte, das ihm jedoch 1723 entwendet wurde.

## Werke
- Helden- und Heldinnen-Lexicon. In welchem das Leben und die Thaten derer Generalen, Admiralen, Feld-Marschalle, Obristen, Capitains, wie auch anderer Personen männlichen und weiblichen Geschlechts von allen Nationen, die sich von den ältesten biß auf gegenwärtige Zeiten in den Kriegen zu Wasser und Lande, oder bey andern Gelegenheiten, durch ihre Tapfferkeit einen besondern Ruhm erworben. Johann Friedrich Gleditsch & Sohn, Leipzig 1716 (Volltext).

- Des Heiligen Römischen Reichs Genealogisch-Historisches Adels-Lexikon. Darinnen die heut zu Tage florierende älteste und ansehnlichste Adelige, Freyherrliche und Gräfliche Familien nach ihrem Alterthum und Ursprunge, Vertheilungen in unterschiedene Häuser nebst den Leben derer daraus entsprossenen berühmthesten Personen, insonderheit Staatsministern mit bewährten Zeugnissen vorgestellt werden, nebst einer nöthigen Vorrede, Anhange und Register. Johann Friedrich Gleditsch & Sohn, Leipzig 1719. Das Werk erschien 1740 in zweiter Auflage und ein „zweyter und letzter Theil“ folgte 1747.
  - 1. Auflage, Leipzig 1719 (Volltext).
  - 2. Auflage, Leipzig 1740 (Volltext).
  - Teil II, Leipzig 1747 (Volltext).